# شیرزاد تمیروف
شیرزاد تمیروف (به روسی: Шерзод Темиров؛ زادهٔ ۲۷ اکتبر ۱۹۹۸) بازیکن فوتبال اهل ازبکستان است که در پست هافبک هجومی و مهاجم بازی می‌کند. او سابقهٔ حضور در باشگاه نسف قرشی، پاختاکور، پرسپولیس و پیکان را نیز در کارنامهٔ خود دارد.

## دوران باشگاهی

### پرسپولیس
تمیروف در ۹ اسفند ۱۴۰۰ با قراردادی ۱۸ ماهه به پرسپولیس پیوست. وی حتی زبان انگلیسی نمی‌دانست و برای ایجاد ارتباط با کادر فنی تیم و بازیکنان مشکل داشت. او در ۳۰ مرداد ۱۴۰۱ به‌صورت توافقی با فسخ قرارداد از باشگاه پرسپولیس جدا شد.

### پیکان
در تاریخ ۶ شهریور ۱۴۰۱ تمیروف با عقد قرارداد به باشگاه پیکان پیوست.

## دوران ملی

### ازبکستان
تمیروف نخستین بازی خود را در ۲۷ ژانویه ۲۰۲۲ در بازی دوستانه ازبکستان در برابر سودان جنوبی انجام داد که با حضور ۱۸ دقیقه‌ای وی به‌عنوان یار تعویضی به جای الدار شاه‌مرادوف در دقیقه ۷۲ به میدان آمد و در نهایت با پیروزی ۳–۰ ازبکستان همراه بود.
او با تیم ملی ازبکستان قهرمان مسابقات دوستانهٔ جام نوروز در سال ۲۰۲۲ شد.

## آمار

### باشگاهی
تا تاریخ ۱۲ مه ۲۰۲۳
| باشگاه                         | دسته       | فصل        | لیگ  | لیگ | جام‌حذفی | جام‌حذفی | آسیا | آسیا | سایر | سایر | مجموع | مجموع |
| باشگاه                         | دسته       | فصل        | بازی | گل  | بازی    | گل      | بازی | گل   | بازی | گل   | بازی  | گل    |
| ------------------------------ | ---------- | ---------- | ---- | --- | ------- | ------- | ---- | ---- | ---- | ---- | ----- | ----- |
| نسف قرشی                       | سوپر لیگ   | ۲۰۱۸       | ۰    | ۰   | ۰       | ۰       | ۰    | ۰    | —    | —    | ۰     | ۰     |
| نسف قرشی                       | سوپر لیگ   | ۲۰۱۹       | ۸    | ۱   | ۰       | ۰       | —    | —    | —    | —    | ۸     | ۱     |
| نسف قرشی                       | سوپر لیگ   | مجموع      | ۸    | ۱   | ۰       | ۰       | ۰    | ۰    | —    | —    | ۸     | ۱     |
| مشعل مبارک                     | سوپر لیگ   |            |      |     |         |         |      |      |      |      |       |       |
| ۲۰۲۰                           | سوپر لیگ   | ۲۳         | ۱    | ۲   | ۲       | —       | —    | —    | —    | ۲۵   | ۳     |       |
| مجموع                          | سوپر لیگ   | ۲۳         | ۱    | ۲   | ۲       | —       | —    | —    | —    | ۲۵   | ۳     |       |
| پاختاکور                       | سوپر لیگ   |            |      |     |         |         |      |      |      |      |       |       |
| ۲۰۲۱                           | سوپر لیگ   | ۱۸         | ۸    | ۴   | ۰       | ۳       | ۰    | ۱    | ۰    | ۲۶   | ۸     |       |
| مجموع                          | سوپر لیگ   | ۱۸         | ۸    | ۴   | ۰       | ۳       | ۰    | ۱    | ۰    | ۲۶   | ۸     |       |
| باشگاه فوتبال رئال مادرید هرات | لیگ برتر   | ۲۲–۲۰۲۱    | ۹    | ۱   | ۱       | ۰       | —    | —    | ۰    | ۰    | ۹     | ۱     |
| باشگاه فوتبال رئال مادرید هرات | لیگ برتر   | ۲۳–۲۰۲۲    | ۲    | ۰   | ۰       | ۰       | —    | —    | —    | —    | ۲     | ۰     |
| باشگاه فوتبال رئال مادرید هرات | لیگ برتر   | مجموع      | ۱۱   | ۱   | ۱       | ۰       | —    | —    | ۰    | ۰    | ۱۲    | ۱     |
| پیکان                          | لیگ برتر   | ۲۳–۲۰۲۲    | ۲۵   | ۱   | ۲       | ۱       | —    | —    | —    | —    | ۲۷    | ۲     |
| پیکان                          | لیگ برتر   | مجموع      | ۲۵   | ۱   | ۲       | ۱       | —    | —    | —    | —    | ۲۷    | ۲     |
| مجموع آمار                     | مجموع آمار | مجموع آمار | ۸۵   | ۱۲  | ۸       | ۳       | ۳    | ۰    | ۱    | ۰    | ۹۷    | ۱۵    |

### ملی
تا تاریخ ۱۴ ژوئن ۲۰۲۲
| ازبکستان | ازبکستان | ازبکستان |
| سال      | بازی     | گل       |
| -------- | -------- | -------- |
| ۲۰۲۲     | ۲        | ۰        |
| مجموع    | ۲        | ۰        |

## افتخارات
پاختاکور
- لیگ برتر فوتبال ازبکستان (۱): ۲۰۲۰
- جام ازبکستان (۱): ۲۰۲۰
- سوپرجام فوتبال ازبکستان (۱): ۲۰۲۰

پرسپولیس
- لیگ برتر خلیج فارس نایب‌قهرمانی (۱): ۲۲–۲۰۲۱
- سوپر جام نایب‌قهرمانی (۱): ۲۰۲۲

ملی
- جام نوروز ۲۰۲۲ قهرمانی (۱)